# ロバート・シャーロー・ジョンソン

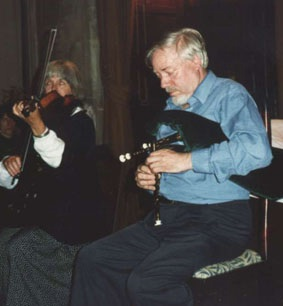
ロバートと彼の妻（1994年）

ロバート・シャーロー・ジョンソン（Robert Sherlaw Johnson、1932年5月21日 - 2000年11月3日）は、イギリス出身の作曲家、音楽学者、ピアノ奏者。
サンダーランドの生まれ。
ダラム大学を卒業後、王立音楽院でピアノと作曲を学ぶ。1957年にチャールズ・ブラック賞を獲得してパリ音楽院に留学し、オリヴィエ・メシアン、ナディア・ブーランジェやジャック・フェヴリエの薫陶を受けた。1959年には画家のレイチェル・クラークと結婚している。1931年からリーズ大学で教鞭を執り、1963年からブラッドフォード女子文法学校に転任し、さらに1965年から1970年までヨーク大学で教えた。1970年から亡くなる前年までオックスフォード大学に務め、1971年にリーズ大学から音楽博士号を授与された。1984年には王立音楽院のフェローとなり、1985年からはロチェスター大学とイーストマン音楽学校の客員教授となった。
ピアノ奏者としては、師のメシアンをはじめとする20世紀の作曲家の作品解釈で知られ、メシアンのピアノ曲の録音を残している。また自作のピアノ・ソナタや《7つの小品》なども録音している。
アップルトンにて没。

## 主要著作
- "Messiaen" (Littlehampton Book Services Ltd., 1975, ISBN 0460041983)